# (121718) Ashleyscroggins
(121718) Ashleyscroggins est un astéroïde de la ceinture principale.

## Description
(121718) Ashleyscroggins est un astéroïde de la ceinture principale. Il fut découvert le 7 décembre 1999 aux monts Santa Catalina par le programme CSS. Il présente une orbite caractérisée par un demi-grand axe de 3,06 UA, une excentricité de 0,08 et une inclinaison de 16,2° par rapport à l'écliptique.
Il est nommé d'après Ashley R. Scroggins, contributrice de la mission OSIRIS-REx dont l'objet est l'étude de l'astéroïde (101955) Bénou.